# Roca Raffo
Roca Raffo är en kulle i Antarktis. Den ligger i Sydshetlandsöarna. Argentina, Chile och Storbritannien gör anspråk på området. Toppen på Raffo är 6 meter över havet.
Närmaste befolkade plats är Maldonado Station, 8,2 kilometer sydväst om Raffo. 